# Besane noći
Besane noći sedmi je studijski album hrvatskog pop sastava Magazina, koji je izašao 1988. godine. Objavila ga je diskografska kuća Jugoton. Objavljen je na LP-u i kazeti.
Stihove su napisali Nenad Ninčević, Marina Tucaković i Bratislav Zlatanović, glazbu Tonći Huljić, Eva Silas i Zdenko Runjić. Album je aranžirao i producirao Mato Došen.
Specijalna gošća na albumu je bila Olivera Marković koja je pjevala u pjesmi "Pa nek' živi rad"

## Popis pjesama
Podatci prema:
Prvih je pet pjesama na A strani, a na B strani nalazi se pet pjesama.
| Br. | Skladba                       | Trajanje |
| --- | ----------------------------- | -------- |
| 1.  | »Besane noći«                 |          |
| 2.  | »Suze krijem, one padaju«     |          |
| 3.  | »Kad u vojsku pođeš«          |          |
| 4.  | »Moja je draga drugome žena«  |          |
| 5.  | »Poljupci«                    |          |
| 6.  | »Ej, ponoći«                  |          |
| 7.  | »Pa nek' živi rad«            |          |
| 8.  | »Ema«                         |          |
| 9.  | »Oči crne, oči lažne«         |          |
| 10. | »Šta te nema, bar da svratiš« |          |